# William Yiampoy
William Oloonkishu Yiampoy (ur. 17 maja 1974 w Emarti) – kenijski lekkoatleta, średniodystansowiec.
Uczestnik igrzysk olimpijskich w Sydney, gdzie zajął 5. miejsce w półfinale i nie awansował do finału. Na mistrzostwach świata w roku 2005 wywalczył brązowy medal w biegu na 800 m. Medalista mistrzostw Afryki.

## Osiągnięcia
| Rok  | Zawody                    | Miejsce     | Pozycja     |
| ---- | ------------------------- | ----------- | ----------- |
| 2000 | Igrzyska olimpijskie      | Sydney      | 13. miejsce |
| 2001 | Mistrzostwa świata        | Edmonton    | 4. miejsce  |
| 2001 | Igrzyska Dobrej Woli      | Brisbane    | 1. miejsce  |
| 2002 | Mistrzostwa Afryki        | Radis       | 2. miejsce  |
| 2004 | Halowe mistrzostwa świata | Budapeszt   | 5. miejsce  |
| 2004 | Mistrzostwa Afryki        | Brazzaville | 1. miejsce  |
| 2005 | Mistrzostwa świata        | Helsinki    | 3. miejsce  |
| 2005 | Światowy Finał IAAF       | Monako      | 4. miejsce  |
| 2006 | Światowy Finał IAAF       | Stuttgart   | 4. miejsce  |

## Rekordy życiowe
- bieg na 800 m – 1:42,91 (2002)
- bieg na 1000 m – 2:14,41 (1999)
- bieg na 1500 m – 3:34,12 (2001)
- bieg na 800 m (hala) – 1:45,80 (2004)
- bieg na 1000 m (hala) – 2:18,15 (2003)
- bieg na 1500 m (hala) – 3:43,62 (2004)

Yiampoy razem z kolegami z reprezentacji Kenii jest aktualnym rekordzistą świata w sztafecie 4 x 800 metrów (7:02,43 2006).